# Fukuda Aszuka
Fukuda Asuka (福田明日香; Ota, Tokió, 1984. december 17. –) japán énekesnő, a Morning Musume első generációjának tagja, a csoportot a csoportot elsőként hagyta el.

## Élete

### 1997–1999
1997-ben indult a SharanQ női vokalistáját kereső meghallgatáson, de nem nyert. Bekerült azonban azon öt lány közé, akikből Cunku később megalapította Morning Musume-t. A csoportot 1999-ben elhagyta, mai napig ő az egyetlen, aki ilyen rövid ideig volt tag. Hivatalosan a tanulmányai végett lépett ki, azonban arról is terjengtek pletykák, hogy fiatal kora miatt nem tudott a többi taggal együttműködni.

### 2005–2011
2005-ben az apja nightclub-jában dolgozott, mint asszisztens. 2006-ban szerepelt a „Kaikan MAP” televíziós műsorban, ahol elmondta, hogy jelenleg a szülei bárjában csaposként dolgozik. Kijelentette azt is, hogy nem szeretne a show businessbe visszatérni. Ezzel szemben 2011 szeptemberében bejelentették, hogy tagja lett a „PEACE$TONE” nevű zenekarnak.